# قرارگاه مسکونی
قرارگاه مسکونی یک سریال تلویزیونی محصول سال ۱۳۸۵ به کارگردانی سید جواد رضویان، نویسندگی علیرضا مسعودی و تهیه‌کنندگی محمدرضا تخت‌کشیان است که در نوروز ۱۳۸۷ از شبکه پنج پخش شد. این سریال یکی از پر ستاره‌ترین سریال‌های کمدی ایران است.

## خلاصه داستان
داستان سریال در یک پادگان واقع در یکی از مناطق مرزی می‌گذرد. در آستانه عید نوروز سال ۱۳۶۹، با مرخصی چند تن از سربازان موافقت نمی‌شود. آن سربازان که با هم نیز رفیق هستند، تصمیم به فرار از پادگان می‌گیرند؛ اما هر بار به در بسته می‌خورند و همین ماجراها منجر به خلق موقعیت‌هایی کمدی می‌شود.

## بازیگران
- سید جواد رضویان سرباز مرتضی قربان زاده
- مهران غفوریان سرباز جلال حشمتی
- علی صادقی سرباز حمید فدایی
- جواد عزتی سرباز سیامک کریمی
- یوسف صیادی سرباز احسان منادی
- سید علی صالحی سرباز بهروز دشتی
- شهرام قائدی سرباز علیرضا مسعودی
- آرش نوذری سرباز ابراهیم نیکو
- مهدی صبایی عزت، مادر سنگر
- مهران رجبی سرکار استوار
- محسن قاضی‌مرادی سرباز راسخ
- شهره لرستانی ملوک مادر سرباز مرتضی قربان زاده
- قاسم زارع حشمت پدر سرباز مرتضی قربان زاده
- سیاوش مفیدی کامبیز، دژبان
- محمود بهرامی پدر سرباز راسخ
- مائده طهماسبی مادر سرباز راسخ
- فاطمه هاشمی همسر سرباز راسخ
- مهسا کرامتی الهام دختر سرباز راسخ
- علی اوسیوند سرگرد
- بابک نهرین بیژن، دژبان
- رامسین کبریتی تصویر بردار
- ارژنگ امیرفضلی رضا گزارشگر
- سیدرضا حسینی
- بیژن پیشدادی